# Степенная книга

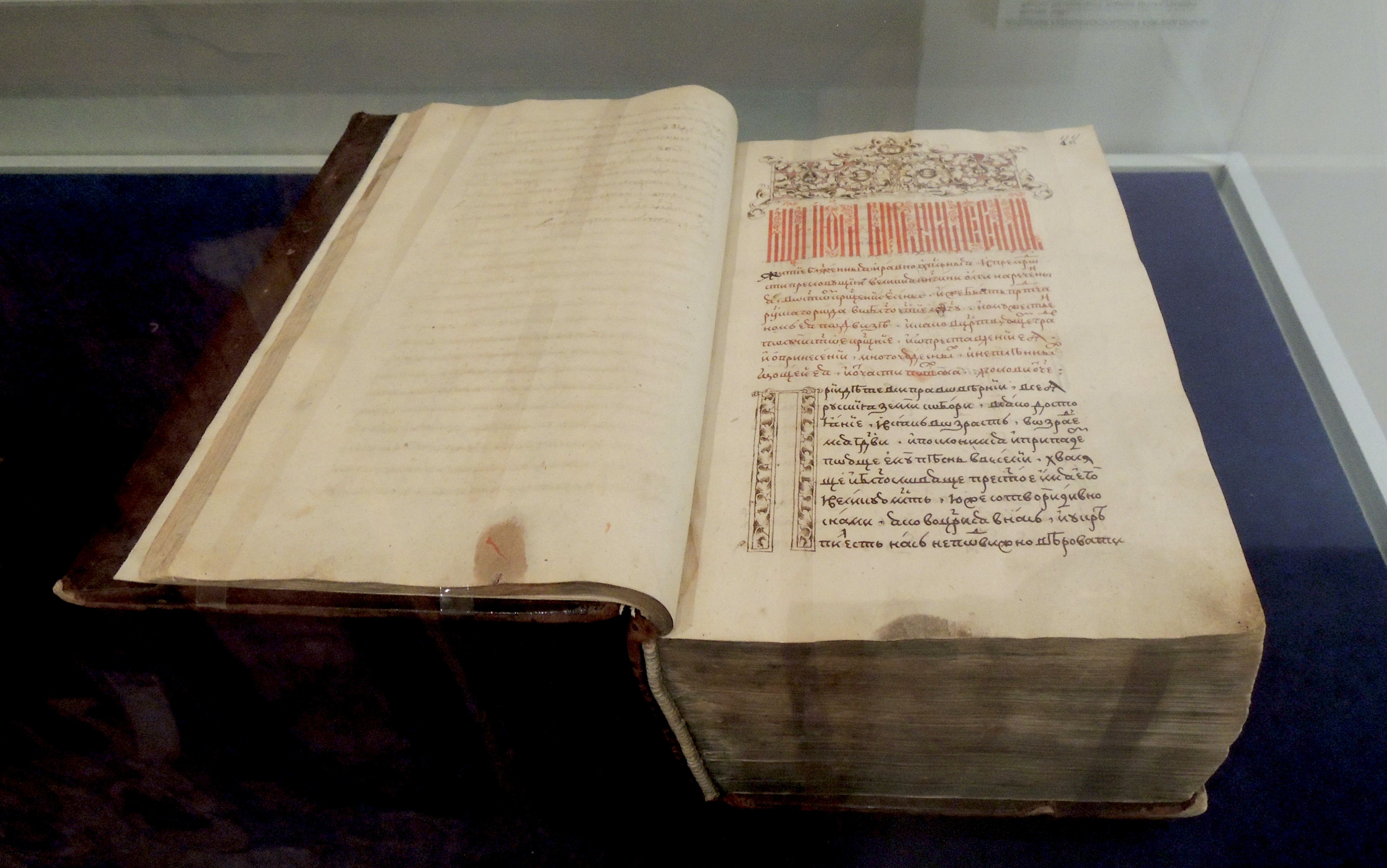
Житие княгини Ольги (в Степенной книге Пространной редакции, с дополнениями). Москва (?), сер. XVII века. Содержит повествование «о прихождении в Царьград блаженныя Ольги и крещении ея». ГИМ

«Степенна́я кни́га» — один из крупнейших памятников русской исторической литературы XVI века, повествующий о русской истории с древнейших времён до 1560-х гг. Она вобрала в себя значительное число произведений древнерусской книжности, иногда частично, а иногда даже полностью. Также она содержит ряд уникальных известий, достоверность которых не выяснена.
Писалась она по благословению митрополита Московского и всея Руси Макария, вероятно, для царя Ивана IV Васильевича Грозного. Составитель Степенной книги – протопоп Благовещенского собора Московского Кремля, духовник царя Андрей (будущий митрополит Афанасий).

## Идейное содержание
«Степенная книга» была попыткой систематического изложения русской истории. Её замыслом было представление фундаментальной картины истории Российского государства как воплощения царства Божьего на земле в виде лестницы, ступенями («степенями») которой являлись бы подвиги русских князей-правителей, а высшей её точкой – правление первого богоизбранного царя Ивана IV Васильевича. Книга разделена на 17 граней или степеней и охватывает время от княжения Владимира Святославича до Ивана IV (включительно). В «Степенной книге» прославляется московская монархия и утверждается идея о божественном происхождении самодержавной власти. «Степенная книга» связывает происхождение царствующего рода с римским императором Августом, наследниками которого объявлялись киевские, а затем владимирские и московские князья. Эта 'августовская легенда' основана на Сказании о князьях Владимирских. Книга впервые после долгой паузы включает интерпретацию истории иконы Божьей Матери, включая её пребывание в Вышгороде, откуда её без согласия отца забрал во Владимир Андрей Боголюбский. Историк Ярослав Пеленский видит в Степенной книге развитие притязаний Москвы на наследие Киевской Руси, от которого отказался Боголюбский.
Второй комплекс идей «Степенной книги» посвящён союзу светской и духовной власти. Описания русских князей и правителей носят житийный характер (славословие их «святых подвигов» и «истинного благочестия»). В каждую грань включено и жизнеописание «святейших» из русских митрополитов. «Степенная книга» была в XVII веке одним из наиболее популярных исторических произведений. Сюжеты, помещённые в ней, ранее были отражены в монументальной настенной живописи XVI—XVII веков (роспись 1564—1565 московского Архангельского собора и др.).

## Историография
Наиболее ранние сохранившиеся списки «Степенной книги» — середина XVII века. Древнейшими списками Степенной книги считаются Томский, Чудовский, и также Волковский список.

### XVIII век
В XVIII веке Степенная часто привлекалась исследователями, однако наибольший интерес представляло содержание, а не особенности памятника как исторического источника. В. Н. Татищев предположил, что «Степенная книга» была написана в конце XIV — в начале XV века митрополитом Киприаном. Это предположение повторялось впоследствии историками XVIII века, однако оставалось без аргументации.
В конце XVIII века текст «Степенной книги» был издан Г. Ф. Миллером, который разделял точку зрения В. Н. Татищева относительно авторства Степенной, однако кроме Киприана, в заглавии назвал второго автора — митрополита Макария. В этот период учёные довольно часто обращаются к информации, содержащейся в «Степенной книге». Одно из предположений об авторстве книги: она составлена по инициативе митрополита Макария духовником Ивана IV Васильевича Грозного Андреем (будущий митрополит Афанасий) между 1560 и 1563 годами.
Так, М. В. Ломоносов использует её как один из источников для своего труда «Древняя Российская история от начала Российского народа до кончины князя Ярослава I или до 1054 года». На рукописях, которые использовал Ломоносов, сохранились его пометы, присутствуют они и на списке «Степенной книги», которым пользовался учёный.
К достижениям исследователей XVIII в. следует отнести также первую научную характеристику Степенной. Так, Г. З. Байер назвал Степенную книгу «главной русской летописью» (das russische Haupt-Chronikon), а также указал на авторитет, которым пользовалось произведение среди русских книжников.

### XIX век
Впервые попытка изучения собственно текста Степенной книги предпринимается в XIX веке. В 1813 году в «Вестнике Европы», издаваемом М. Т. Каченовским, К. Ф. Калайдович опубликовал статью об авторстве «Степенной книги», где впервые подверг критике мнение о составлении Степенной книги во времена Киприана. Исследователь также считал, что не был причастен к созданию Степенной митрополит Макарий.

#### Волковский список
При посредстве Калайдовича Московский главный архив Министерства иностранных дел приобрёл у поэта А. А. Волкова коллекцию рукописей, среди которых был список Степенной книги (ныне: РГАДА. Ф. 181 (собр. МГАМИД)185). Исследователь дал описание рукописи: «Книга Степенная царского родословия, содержащая российскую историю; прерывается княжением Александра Невского. Из оглавления видно, что вся книга доведена была до кончины царя Василия Ивановича. — Писана в 4 полууставом и скорописью в XVI—XVII веках».
П. Г. Васенко, который ознакомился с этой рукописью столетие спустя, датировал её XVII веком. Впоследствии А. В. Сиреновым было установлено, что Волковский список — рукопись, содержащая черновик Степенной Книги.

#### Сбор списков Степенной
П. М. Строев (1796—1876) предпринял в своем Библиографическом словаре первую попытку сбора списков Степенной. Перечислено 16 рукописей. И. П. Сахаров указывал также на наличие у него списка Степенной книги «без житий и слов», которую он считал «Киприановской Степенной». Впоследствии П. Г. Васенко пытался отыскать список, о котором упоминал Сахаров, но его попытка не была успешной. В 1845 году было опубликовано известие о находке ещё одного важного списка памятника — о Чудовском списке. Находка не расценивалась тогда как сенсация. И. М. Снегирёв указал на наличие в нём отметки «Книга Чудова монастыря собрана смиренным Афанасием митрополитом всеа Руси». В 1903 году — издана монография Н. С. Державина об источниках Степенной книги. Исследователь отождествил Степенную с гипотетическим сводом XIV века, «Владимирским полихроном». Этот и некоторые другие выводы представляются невероятными.

### XX век

#### Исследования Васенко
Новый этап в изучении Степенной книги связан с деятельностью П. Г. Васенко, который впервые издает монографическое исследование по истории текста памятника («„Книга Степенная царского родословия“ и её значение в древнерусской исторической письменности»), а несколько позже — готовит к изданию текст Степенной (опубликован в 1908—1913 гг.). Исследователь произвёл сравнение 64 рукописей, содержащих текст памятника, выделил три основных типа текста. Критерием служило наличие тех или иных статей в текстах рукописей, а также дефекты текста. Он также склонялся к тому, что автором Степенной Книги был митрополит Афанасий. В частности, он указывал на датирующие признаки, которые укладывались в промежуток 1555—1563 гг. Упоминание о Степенной Книге имеется в «Житии Михаила Клопского», созданном в 1531 году. Васенко рассмотрел наиболее ранние редакции Жития и заметил, что в них нет упоминания Степенной.
В 1904 году вышла монография, посвящённая Степенной книге, которая объединяла материал предыдущих статей. Планировалось издание второго тома о влиянии Степенной Книги на русскую книжность. Материалы для подобного исследования имелись, но к его анализу П. Г. Васенко так и не перешёл.
После революции 1917 года к изучению «Степенной книги» обратились только в середине XX века. Н. К. Гудзий в «Истории древней русской литературы» в 1945 году подчеркнул необходимость изучения Степенной. В 1952 году под его руководством была защищена диссертация В. В. Кускова, посвящённая источникам Степенной Книги.

#### Томский список
Важным моментом в истории изучения рукописной традиции «Степенной книги» стало обнаружение Н. Н. Покровским рукописи, содержащей текст памятника и хранящейся в Томском краеведческом музее (ныне ТОКМ 7903/2). Томский список является одним из древнейших списков Степенной и, возможно, каким-то образом связан с Иваном IV Грозным.
Впервые обратился к систематизации рукописной традиции памятника со времён П. Г. Васенко Д. О. Серов. Его диссертация «Степенная книга редакции Ивана Юрьева» (Л., 1991) посвящена одной из поздних редакций памятника. Исследователь, производя систематизацию рукописей, в составе которых находится Степенная, рассматривал тексты добавочных статей и памятников, которые находились рядом со Степенной в той или иной рукописи. Классификация эта отличалась от предложенной П. Г. Васенко.

### Тематические направления
Таким образом, в науке сложилось несколько основных тематических направлений в изучении «Степенной книги». В первой группе работ рассматривается рукописная традиция «Степенной книги». Исследования в этом направлении начаты стараниями П. Г. Васенко. Впоследствии, к проблеме обращался Д. О. Юрьев. Однако его классификация списков не затрагивает особенностей текста самой Степенной, лишь указывая на особенности рукописей, её содержащих. История текста Степенной Книги нашла отражение в исследовании А. В. Сиренова «Степенная книга: история текста». На основе этой текстологической классификации рукописей с текстом Степенной было произведено издание «Степенная книга по древнейшим спискам» (Т. 1, Т. 2).
Вторым направлением стало изучение источников, которыми пользовались при составлении памятника. После работы В. В. Кускова эта тема себя не исчерпала. Ей посвящены работы А. А. Зимина, Д. Н. Альшица, И. В. Курукина, Г. Д. Ленхофф и А. С. Усачева. В работах Г. Д. Ленхофф, Д. Н. Альшица и др. затрагивается также вопрос об отражении идеологии 1560-х годов.
Последним направлением можно признать вопрос об изучении влияния «Степенной книги» на литературную и историческую традицию XVII—XVIII вв. Тема подобного исследования была заявлена ещё П. Г. Васенко, но первое исследование, посвящённое связям Степенной с позднейшими памятниками книжности — докторская диссертация А. В. Сиренова «Степенная книга и русская историческая мысль XVI—XVIII вв.» — было выпущено как монография в 2010 году.

## История рукописной традиции (история текста)
В настоящее время выявлено 145 списков Степенной книги. По особенностям текста их можно разделить на несколько групп.
Считается, что древнейшие списки Степенной книги, Томский и Чудовский, были созданы в Чудовском скриптории в 1566—1568 гг. Текст Чудовского списка иногда вторичен по отношению к Томскому. Другой важный список, Пискарёвский, был выполнен на рубеже XVI-XVII вв..
В особую категорию попадают так называемые контаминированные списки, в которых механически соединены тексты различных списков. Таким образом, они содержат черты списков разных групп.

### Три типа текста
Всего можно выделить три основных типа текста. К I типу относятся списки, в которых содержится пространный текст с тремя вводными статьями, заметкой «Новые чудотворцы» и Сказанием о чудесах митрополита Алексия. Это так называемая Пространная редакция Степенной книги. Всего рукописей с подобными особенностями текста Степенной выявлено 33. Внутри этого типа можно выявить две группы, которые имеют небольшие стилистические отличия.
Ко II типу относятся рукописи, в которых, напротив, нет вводных статей, заметки «Новые чудотворцы» и Сказания о чудесах митрополита Алексея. Эти рукописи были переписаны с древнейших экземпляров Степенной книги — Томского и Чудовского её списков. В науке все они классифицируются как списки Краткой редакции Степенной.
Наконец, к III типу относятся рукописи, содержащие текст, полностью сходный со вторым, но с некоторыми лакунами. Эта редакция получила название редакции Ионы Думина.
Особую позицию занимает список МГАМИД 185 (Волковский). Рукопись написана 11-ю почерками. Текст Степенной книги в нём иногда кажется сокращенным. Список датируется примерно тем же временем, что и древнейшие списки — Чудовский и Томский. Рукой редактора в Волковский список Степенной были внесены исправления, которые впоследствии были учтены при создании Чудовского и Томского списков. Это дает основания полагать, что Волковский список являлся черновиком (оригиналом) Степенной Книги.
Сначала был составлен черновик, в который была внесена правка. Текст чернового варианта был переписан в Чудовском и Томском списках. Эти два списка послужили архетипами для двух видов Краткой редакции Степенной (соответственно, для Чудовского и для Томского видов). Кроме того, с черновика в конце XVI-начале XVII вв. был сделан так называемый Пискарёвский список, к которому восходят списки Пространной редакции Степенной книги.
Также в конце XVI в. формируется группа рукописей с текстом Степенной Книги, которая восходит не к архетипу, а к Краткой редакции Степенной книги. Это редакция Ионы Думина. В рукописях с подобным текстом Степенной содержится текст Думинской редакции Жития Александра Невского. Кроме того, отличительной особенностью являются некоторые лакуны в самом тексте Степенной книги.

## Издания
- Книга Степенная царского родословия // ПСРЛ. СПб., 1908—1913.
- Степенная Книга царского родословия: тексты и комментарий / отв. ред. Н. Н. Покровский, Г. Д. Ленхофф. М., 2007—2008. Т. 1: Житие св. княгини Ольги, Степени I—X; Т. 2: Степени XI—XVII. Приложения. Указатели.